# Everlasting
| everlasting                 | everlasting                 | everlasting                 |
| Álbum de Every Little Thing | Álbum de Every Little Thing | Álbum de Every Little Thing |
| --------------------------- | --------------------------- | --------------------------- |
| Lanzamiento                 | 9 de abril de 1997          | 9 de abril de 1997          |
| Grabación                   | 1996, 1997                  | 1996, 1997                  |
| Género                      | J-Pop                       | J-Pop                       |
| Duración                    | 47 min, 00 sec              | 47 min, 00 sec              |
| Sello                       | Avex Trax                   | Avex Trax                   |
| Productor                   | Mitsuru Igarashi            | Mitsuru Igarashi            |
| Álbumes Every Little Thing  |                             |                             |
|                             | everlasting (1997)          | Time to Destination (1998)  |

Everlasting ( Every Little Thing) es el primer álbum estudio del grupo de origen japonés Every Little Thing; fue lanzado el 9 de abril de 1997 y debutó en el n.º 1 en las listas de Oricon, catapultándolos al éxito. El álbum incluye versiones mejoradas o alternativas de las incluidas en los sencillos previos, más algunos interludios instrumentales.

## Lista de canciones
1. Future World
2. Feel My Heart (Álbum Mix)
3. Here and Everywhere
4. Season (Album Version)
5. 二人で時代を変えてみたい (Futari de Jidai o Kaete Mitai)
6. たとえ遠く離れてても．．． (Tatoe Tooku Hanarete Temo...)
7. micro stress (Intro)
8. Dear My Friend (Álbum Mix)
9. Looking Back On Your Love
10. Never Stop!
11. I'll Get Over You
12. Double Moon

- Datos: Q3275227